# Torpa socken, Halland
Torpa socken i Halland ingick i Himle härad, ingår sedan 1971 i Varbergs kommun och motsvarar från 2016 Torpa distrikt.
Socknens areal är 17,14 kvadratkilometer, varav 17,07 land. År 2000 fanns här 1 046 invånare. Tätorten Tångaberg samt kyrkbyn Torpa med sockenkyrkan Torpa kyrka ligger i socknen.  

## Administrativ historik
Torpa socken har medeltida ursprung.
Vid kommunreformen 1862 övergick socknens ansvar för de kyrkliga frågorna till Torpa församling och för de borgerliga frågorna till Torpa landskommun. Landskommunen uppgick 1952 i Lindberga landskommun som 1971 uppgick i Varbergs kommun. Församlingen uppgick 2010 i Lindberga församling.
1 januari 2016 inrättades distriktet Torpa, med samma omfattning som församlingen hade 1999/2000.  
Socknen har tillhört fögderier och domsagor enligt Himle härad. De indelta båtsmännen tillhörde Norra Hallands första båtsmanskompani.

## Geografi
Torpa socken ligger norr om Varberg vid kusten.  Socknen är kuperad och består av dal- och strandbygder skilda åt av skogstrakter.

## Fornlämningar
Från stenåldern finns boplatser, från bronsåldern gravrösen och högar. Från järnåldern finns sprida gravar och ett gravfält och resta stenar.

## Namnet
Namnet (1570-talet Torppe) kommer från kyrkbyn och innehåller plural av torp, 'nybygge'.

## Befolkningsutveckling
| Befolkningsutvecklingen i Torpa socken, Halland 1780–1990                                               | Befolkningsutvecklingen i Torpa socken, Halland 1780–1990 | Befolkningsutvecklingen i Torpa socken, Halland 1780–1990 | Befolkningsutvecklingen i Torpa socken, Halland 1780–1990 | Befolkningsutvecklingen i Torpa socken, Halland 1780–1990 |
| --- | --------------------------------------------------------- | --------------------------------------------------------- | --------------------------------------------------------- | --------------------------------------------------------- |
| |                                                           |                                                           |                                                           |                                                           |
| År |                                                           |                                                           | Folkmängd                                                 |                                                           |
| 1780 | 1780                                                      |                                                           | 315                                                       |                                                           |
| 1800 | 1800                                                      |                                                           | 342                                                       |                                                           |
| 1810 | 1810                                                      |                                                           | 314                                                       |                                                           |
| 1820 | 1820                                                      |                                                           | 368                                                       |                                                           |
| 1830 | 1830                                                      |                                                           | 444                                                       |                                                           |
| 1840 | 1840                                                      |                                                           | 457                                                       |                                                           |
| 1850 | 1850                                                      |                                                           | 526                                                       |                                                           |
| 1860 | 1860                                                      |                                                           | 600                                                       |                                                           |
| 1870 | 1870                                                      |                                                           | 608                                                       |                                                           |
| 1880 | 1880                                                      |                                                           | 555                                                       |                                                           |
| 1890 | 1890                                                      |                                                           | 517                                                       |                                                           |
| 1900 | 1900                                                      |                                                           | 514                                                       |                                                           |
| 1910 | 1910                                                      |                                                           | 513                                                       |                                                           |
| 1920 | 1920                                                      |                                                           | 494                                                       |                                                           |
| 1930 | 1930                                                      |                                                           | 466                                                       |                                                           |
| 1940 | 1940                                                      |                                                           | 513                                                       |                                                           |
| 1950 | 1950                                                      |                                                           | 553                                                       |                                                           |
| 1960 | 1960                                                      |                                                           | 536                                                       |                                                           |
| 1970 | 1970                                                      |                                                           | 754                                                       |                                                           |
| 1980 | 1980                                                      |                                                           | 933                                                       |                                                           |
| 1990 | 1990                                                      |                                                           | 976                                                       |                                                           |
| Anm: Källor: Umeå universitet - Tabellverket 1749-1859, Demografiska databasen, CEDAR, Umeå universitet |                                                           |                                                           |                                                           |                                                           |